# Evippa sohani
Evippa sohani är en spindelart som beskrevs av Benoy Krishna Tikader och C.L. Malhotra 1980. Evippa sohani ingår i släktet Evippa och familjen vargspindlar. Inga underarter finns listade i Catalogue of Life.